# Zapatero (mueble)

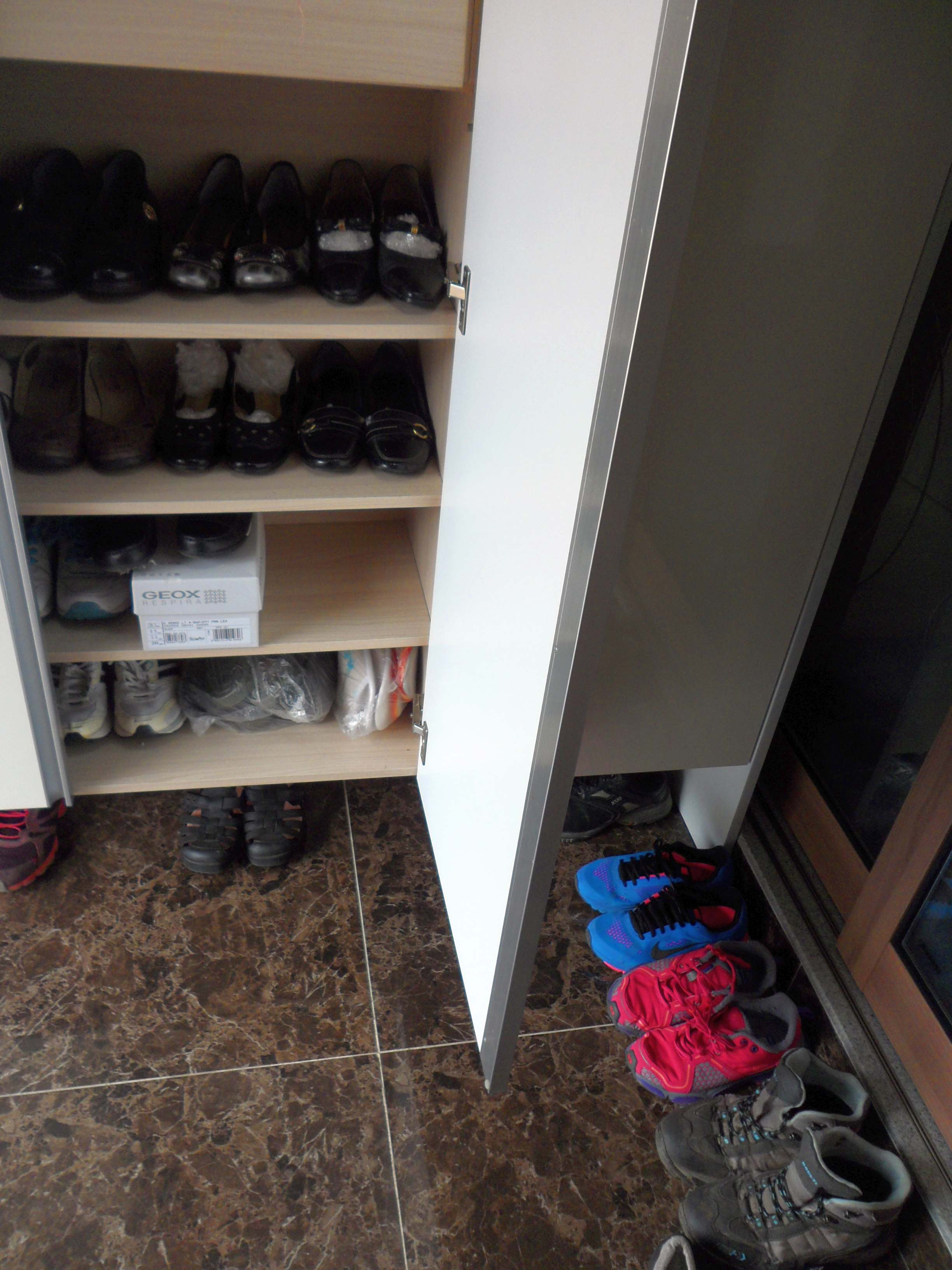
Zapatero

El calzado se puede guardar en un armario convencional con el resto de la ropa o destinar un mueble específico para su conservación. El mueble donde se guardan los zapatos recibe el nombre de zapatero y se suele destinar al vestidor o dormitorio. Sin embargo, también se presentan con terminaciones de calidad para colocarlos en recibidores, pasillos u otras zonas nobles de la casa. 

## Modelos
Existen diferentes modelos de muebles zapateros:
- El más sencillo y barato consiste en una estructura metálica con uno o varios soportes transversales sobre la que se colocan los zapatos.
- Los más característicos son muebles con una o varias bandejas abatibles en la que se sitúan los zapatos apoyados sobre un soporte. Pueden combinarse con otros elementos como cajones superiores en los que guardar los útiles de limpieza. La bandeja permite además reducir el fondo del mueble pudiendo así colocarlo en espacios muertos o poco útiles (detrás de una puerta, por ejemplo).
- Muebles que, a modo de armario pequeño, contienen baldas para colocar los zapatos y se cierran con una puerta.